# Савчин Петро Гаврилович
Петро Гаврилович Савчин (29 березня 1923, с. Чертіж Жидачівського району Львівської області — серпень 2003) — український художник-наївіст. Відомий завдяки своїм роботам про злочини радянської влади.

## Біографічні відомості
Почав проявляти талант до малювання з дитинства, проте навчитися професійного малярства не зміг через небажання батька й мачухи.
У період радянського панування потрапив до Червоної армії, а під час війни поранений та залишився інвалідом. Отримавши посвідку про інвалідність, розпочав підпільну боротьбу та до 1946 року підтримував вісьмох бійців з бункера біля села Чертіж, постачаючи харчі, одяг і боєприпаси.
1 серпня 1947 року Петра Савчина заарештували, звільнений 21 червня 1956 року, реабілітований 21 вересня 1992 року прокуратурою Львівської області.
Після звільнення з табору поїхав на Закарпаття, а з 1957 року оселився в Калуші. Одружився з Анастасією Василишин, яка у сталінські часи відправлена працювати на лісоповалі.
Наприкінці 1980-х років Петро Савчин малює агітаційні плакати, з якими їздив на Схід України та під Верховну Раду.
У 75-річному віці, будучи важко хворим, почав малювати картини, у яких розкривав злочии радянського тоталітаризму. За чотири роки намалював 32 картини. Серед картин: «Голод 1933», «Наконец-то мы добились своїй цели!», «Сон перед смертю Сталіна. 1953 р.», «Українське село в тайзі. 1933». До кожної картини йшла обов'язкова оповідка.
Ще за життя передав свої роботи до Калуського історико-краєзнавого музею.
В останній рік життя став лауреатом обласної премії імені Я. Лукавецького.
Помер у серпні 2003 року.